# Museo O'Higginiano y de Bellas Artes de Talca
El Museo O'Higginiano y de Bellas Artes de Talca (MOBAT) es un museo de arte en Talca, Chile. 
El museo se encuentra instalado en la Casa de la Independencia y fue fundado, bajo su nombre actual, el 20 de agosto de 1964.
Su misión es "dar cuenta de las identidades e hitos históricos de la región del Maule y Talca a través de un viaje por el tiempo y por la geografía del territorios". Alberga importantes colecciones de pintura chilena, escultura, platería mapuche, manuscritos, armas y numismática.

## Historia

### Museo de Bellas Artes de Talca (1928-1945)
El 31 de diciembre de 1928, fue creado el Museo de Bellas Artes de Talca. Su primer director fue el escultor José Miguel Cruz, quien lo dirigió durante tres décadas.
Teas el terremoto de ese mismo año, su director se encargó de conseguir un espacio para la instalación del museo y exhibir las obras de arte donadas por familias de la aristocracia talquina y el Museo Nacional de Bellas Artes en Santiago.
Al año siguiente, el Liceo de Hombres de Talca facilitó algunas salas y en 1930, se trasladó hasta su local definitivo en la desaparecida «Casa de Huérfanos» en la actual calle 3 Norte, detrás de la cárcel.
El 27 de agosto de 1945, en el gobierno de Juan Antonio Ríos, se aprobó la Ley N.º8.167 que creó el «Museo O'Higginiano y de Bellas Artes de Talca» y su instalación en la Casa de la Independencia, una casa colonial ubicada en calle 1 Norte esquina 2 Oriente.
La misma ley estableció que el museo estuviese bajo la tuición de la entonces Dirección de Bibliotecas, Archivos y Museos (Dibam, actual SERPAT), y que la Dirección General de Obras Públicas, con la asesoría del Consejo de Monumentos Nacionales, procediese a la restauración del inmueble colonial.

### Museo O´Higginiano y de Bellas Artes de Talca (1964)
El 20 de agosto de 1964, ante la presencia del entonces ministro del Interior, Sótero del Río Gundián, del Director de Bibliotecas, Archivos y Museos, el historiador y gestor Guillermo Feliú, y del Obispo de Talca, Monseñor Manuel Larraín Errázuriz, fue inaugurado el «Museo O'Higginiano y de Bellas Artes de Talca», en coincidencia con el aniversario del natalicio de Bernardo O'Higgins. Al momento de su inauguración, fue denomninado el “más importante para la zona central del país”.

### Primera remodelación e impacto terremoto de 2010 (2008-2010)
En febrero de 2008, se iniciaron los trabajos de remodelación del museo, nuevamente bajo la supervisión del Consejo de Monumentos Nacionales, con una inversión de 420 millones de pesos chilenos de la época. El proyecto incluyó remodelación de la techumbre, los pisos, recuperación de puertas y ventanales, protecciones metálicas y fachada, como también la remodelación de la red eléctrica, alcantarillado, agua potable, alarmas y climatización en salas de exhibición. Asimismo, se amplió la capacidad de depósito de colecciones con la construcción de una mansarda.
En julio del año siguiente, el museo fue reinaugurado con la presencia de la entonces ministra de Educación, Mónica Jiménez; el intendente regional, Fernando Coloma y la directora de Bibliotecas, Archivos y Museos, Nivia Palma.
Tras el terremoto de 2010, el museo sufrió graves daños y cerró sus pruertas.

### Proyecto de reconstrucción e reinauguración (2011-2021)
En 2011, se efectuó el diagnóstico preliminar de daños del edificio. El proyecto definitivo de diseño arquitectónico para la recuperación fue contratado por la Dirección de Bibliotecas, Archivos y Museos en 2012. En ese entonces, se estimó una inversión aproximada de mil millones de pesos chilenos y 18 meses de faenas para la reconstrucción. El proyecto de reconstrucción fue aprobado dos años más tarde por el Consejo de Monumentos Nacionales.
Con una inversión de 1.109 millones de pesos chilenos, se iniciaron en agosto de 2018 las obras de reparación mayor, conservación, reforzamiento estructural y habilitación del inmueble, que contemplaron reconstrucción, refuerzo y reposición de muros, así como de cubiertas y pavimentos, tanto en el interior como en los corredores.
Paralelamente, entre 2019 y 2020, la Subdirección Nacional de Museos del Servicio Nacional del Patrimonio Cultural desarrolló el guion y el nuevo diseño museográfico para la exhibición permanente por un total de 874 millones de pesos chilenos, financiados por el Ministerio de las Culturas, las Artes y el Patrimonio.
El museo reabrió sus puertas el 24 de noviembre de 2021, con la presencia de la entonces ministra de las Culturas, las Artes y el Patrimonio, Consuelo Valdés; la gobernadora regional, Cristina Bravo Castro; y el delegado presidencial, Juan Eduardo Prieto.

## Exposición

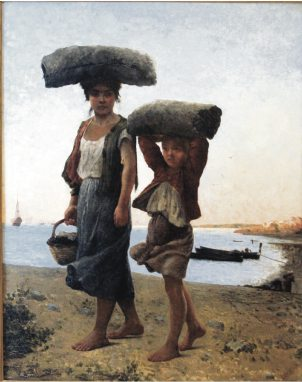
Las playeras tela al óleo obra de Celia Castro

El museo alberga en total doce colecciones patrimoniales, que reúnen cerca de dos mil objetos que recuerdan el pasado artístico e histórico de la región del Maule y el país. Destacando dentro de ellas, se encuentran obras del primer Premio Nacional de Arte, Pablo Burchard, los pintores Rafael Correa y Agustín Abarca, y obras de la denominada generación de los grandes maestros de la pintura chilena y la Generación del 13. 
La exhibición actual dedicada una sala al proceso de Independencia de Chile y espacios para la colección de arte, incluyendo paisajes y modos de vida locales de la Región del Maule. Asimismo, el museo también posee una versión digital.